# Опероса
Опероса је фестивал оперске и класичне музике који се одржава сваког лета. Посвећен пре свега оперском извођаштву, такође укључује и оркестарске, камерне, солистичке и певачке рецитале. Опероса је активна у Бугарској, Србији и Црној Гори са главним фестивалским догађајем у Херцег Новом, у Црној Гори.

## Историја
Фински мецосопран, Кетрин Хатаja основала је Оперосу 2006. Основана је са циљем да промовише младе оперске и таленте класичне музике и да активно пружа младим уметницима могућност за рад у оперским продукцијама. Први фестивал на отвореном продуциран је 2007. године у бугарском замку Евксиноград код Варне извођењима опере "Дон Ђовани" В. А. Моцарта. Наредно фестивалско издање изведено је у Народном позоришту "Иван Вазов" у Софији. Опероса се враћа у Евксиноград 2009. и 2010. извођењима опере "Људски глас" Франсиса Пуланка, и Ромео и Јулија Ш. Гуноа.
Године 2011. Опероса се представља београдској публици по први пут у Дом омладине Београда. а то је било и прво извођење оперске представе у овом простору. 2012. година је у целости била посвећена барокној опери, уз радионице, мајсторске курсеве и извођење Телемановог "Пимпинонеа" у Коларчевој Задужбини у Београду, као и у простору Бетахаус у Софији. 2013. године Опероса је продуцирала интернационалну оперску предству у Црној Гори у септембру 2014. Овог пута је изведена опера Ромео и Јулија, Ш. Гуноа.
Године 2015. Опероса се представља херцегновској публици продукцијом "Тако чине све" В. А. Моцарта, која је изведена на отвореној позорници "Канли Кула". Опероса Монтенегро Опера Фестивал одржава се на локацијама Канли Кула, Форте Маре и стари град . Образовни програм Опероса Академија започет је 2012. године са активностима у Бугарској, Србији и Црној Гори. Опероса Академија пружа могућност уметничке надоградње током целе године организацијом мајсторских курсева, радионица, предавања и мањих студијских продукција. Опероса подржава младе уметнике додељивањем награда и стипендија.
Опероса сарађује и размењује младе таленте са признатим и познатим европским оперским фестивалима кроз чланство у удружењу европских оперских академија enoa. Међу њеним члановима су: Aix-en-Provence Festival, Queen Elisabeth Music Chapel, Aldeburgh Music, Helsinki Festival, La Monnaie, Dutch National Opera, Calouste Gulbenkian Foundation и многи други.
Године 2017. Опероса фондацији је одобрено кофинансуранје пројекта програма за културу Креативна Европа. Young@Opera(Млади у опери) пројекат креирала је Опероса у сарадњи са партнерима општином Херцег Нови и Коларчевом задужбином са извођењима широм Србије, Црне Горе и Бугарске.

## Уметници
Уметници који сарађују са Оперосом су мецосопран Џенифер Лармор, сопран Дарина Такова, алт Маријана Мијановић, мецосопран Кетрин Хатаја, сценограф Џејми Вартан, режисер Џон ла Бушардиер, режисер Мартин Лојд-Еванс, сценограф и режисер Тим Хопкинс, режисер Сет Јора, сценограф и дизајнер светла Сајмон Кордер, чембалиста и оргуљаш Џереми Џозеф, Маестро Ералдо Салмиери, Маестро Предраг Госта, сценограф Доменико Франки, Софијска филхармонија, Камерни оркестар филхармоније из Варне, Црногорски симфонијски оркестар.

## Претходне продукције
- 2007: "Дон Ђовани" в. А. Моцарт, Евксиноград, Варна, Бугарска
- 2008: опера и балет Арабеске, Народно Позориште Ивана Вазова, Софија, Бугарска
- 2009: Људски глас Франсис Пуланк, Евксиноград, Варна, Бугарска
- 2010: Ромео и Јулија Шарл Гуно, Евксиноград, Варна, Бугарска
- 2011: Људски глас Франсиса Пуланк, Београд Омладински центар, Београд, Србија
- 2012: Pimpinone Георг Филип Телеман, Задужбина Илије М. Коларца, Београд, Србија
- 2012: Pimpinone Георг Филип Телеман, Бетахаус, Софија, Бугарска
- 2013: Људски глас Франсис Пуланк, Ноћ културе, Херцег Нови, Црна Гора
- 2014: Ромео и Јулија Шарл Гуно, Тиват, Црна Гора
- 2015: Cosi Fan Tutte В. А. Моцарт ,  Канли Кула, Херцег Нови, Црна Гора
- 2015: Апотекар Јозеф Хајдна, Студентски културни центар Београд, Србија
- 2016: Пепељуга Ђоакино Росини ,  Канли Кула, Херцег Нови, Црна Гора
- 2017: Iolanta Петар Чајковски ,  Канли Кула, Херцег Нови, Црна Гора
- 2018: Karmen Žorž Bize,  Канли Кула, Херцег Нови, Црна Гора
- 2018: Služavka Gospodarica, Đovani Paizijelo, Бугарска, Србија, Црна Гора
- 2019: Бе мy Суперстар савремена трагедија Шимона Восечека и Александре Лакроа базирана на тексту Јана Вербурга (Дворана Парк, Херцег Нови, Црна Гора)
- 2019: [Сан љетње ноћи] Феликс Менеделсон (Канли Кула, Херцег Нови, Црна Гора)
- 2019: Џумбус Милица Илић и Јован Стаматовић-Карић (Бугарска, Црна Гора, Србија)

## Други медији
Године 2007. Опероса је објавила компакт диск под називом "Перле" у сарадњи са издавачком кућом Orpheus Music. На њему се могу чути дела Моцарта, Росинија, Хендла, Вивалдија, Качинија у извођењу Филхармоније из Софије на челу са диригентом Најденом Тодоровим, а са солистима мецосопраном Кетрин Хатајом, гитаристом Росеном Балканским и чембалисткињом Магдаленом Василевом.